# Die Pirateninsel
Die Pirateninsel ist eine australische Fernsehserie für Kinder und Jugendliche. Die aufwendig hergestellte Serie wurde produziert von Jonathan M. Shiff Productions in Zusammenarbeit mit dem ZDF, ZDF Enterprises und dem australischen Sender Network Ten. Die Serie wurde in Deutschland bisher vom ZDF und vom Ki.Ka ausgestrahlt.
2004 wurde „Die Pirateninsel“ für den Logie Award nominiert.

## Handlung
Als die Geschwister Kate, Nicholas und Sarah Redding sich um das neu entwickelte Computerspiel ihres Vaters streiten, werden sie aus Versehen mit einem Scanner digitalisiert und landen direkt im Spiel. Dort kämpfen die blutrünstigen Piraten unter Kapitän Blackheart mit den schiffbrüchigen Kindern unter Führung von Carmen und Mars um den Schatz des Goldenen Götzen. Natürlich wollen Kate, Nicholas und Sarah so schnell wie möglich zurück nach Hause, aber dafür brauchen sie den Scanner, den Blackheart an sich gebracht hat. Auch ihnen bleibt schließlich nichts anderes übrig, als sich an der Schatzsuche zu beteiligen. Dabei verliebt sich Kate immer mehr in den charismatischen Mars, mit dem sie allerdings auch im Wettstreit um den Götzen ist.

## Die Inseln
Auf den ersten Blick sind die Pirateninseln typische Südseeinseln mit subtropischer Vegetation und breiten Sandstränden, aber da sie Handlungsort eines Computerspiels sind, gelten hier andere Gesetze. Überall gibt es Passagen und Portale in andere Bereiche der Inseln oder sogar auf andere Inseln. Außerdem sind geheime Gegenstände (Power-Ups) versteckt, die dem Spieler helfen können.
- Die Hauptinsel: dort ist das Baumhaus der Redding-Kinder und davor ankert das Schiff von Blackheart
- Die Insel der Gestrandeten: dort ist das Dorf der Kinder
- Die Geisterinsel: dort lebt der Geist von Kapitän Quade
- Die Pflanzeninsel: dort gibt es ungewöhnliche, singende Pflanzen
- Die Geheime Insel: dort liegt der Schatz

## Zu suchende Gegenstände
Wie in jedem Adventure-Computerspiel müssen die Spieler auch auf den Pirateninseln verschiedene Gegenstände suchen, die sie am Ende zum Schatz führen.
- Die Schatzkarte zum Schatz des Goldenen Götzen
- Logbuch von Quade (Hinweise zum Schatz)
- Der Eiserne Schlüssel (öffnet die eiserne Tür)
- Das Hölzerne Rad (öffnet den Wasserfall)
- Das Goldene Ei (Inhalt: ein Diamant)
- Der Schatz des Goldenen Götzen: verwandelt alles in Gold

Zudem suchen Kate, Nicholas und Sarah noch Dinge, die sie brauchen, um nach Hause zurückzukehren.
- Der Scanner (kann reale Dinge digitalisieren und in der Computerwelt Dinge auflösen) und die Spielekonsole
- Das Radio enthält Batterien, die sie für den Scanner brauchen

Die Power-Ups
- Die Zauberstiefel: mit ihnen kann man über Wasser gehen
- Das Jetpack: mit ihm kann man fliegen

## Charaktere
- Kate Redding ist die älteste der drei Geschwister und sieht sich selbst in der Rolle der Beschützerin. Sie packt die Dinge gerne an und lässt sich von Mars sogar das Kämpfen beibringen. Eigentlich will sie nicht wahr haben, dass sie in Mars verliebt ist, denn schließlich ist er nur eine ausgedachte Figur.
- Nicholas Redding ist Kates jüngerer Bruder, der immer versucht sich aus den Schwierigkeiten herauszuhalten
- Sarah Redding ist mit dreizehn die jüngste der Geschwister. Sie erkennt als erste, dass die Natur, und besonders die singende Blume Bell, ihnen sehr gut helfen können.
- Mars lebt zwar bei den schiffbrüchigen Kindern, verfolgt aber seine eigenen Ziele. Kate, die alle für eine Hexe halten, fasziniert ihn, weil sie für ihn undurchschaubar und nicht so leicht zu besiegen ist. Als er denkt, dass sie ihn verraten hat, beginnt er gegen sie zu arbeiten, verrät aber nie ihr Geheimversteck.
- Carmen ist die Anführerin der schiffbrüchigen Kinder. Ihr alleiniges Ziel ist es, den Schatz zu bekommen und mit seiner Hilfe von der Insel zu verschwinden. Sie hasst Kate, weil diese den Unmut der Piraten auf sie gezogen hat und ihr außerdem Mars wegnimmt. Ihr Talent für Heilkräuter und Tränke ist auf allen Inseln bekannt.
- Perry und Lizard sind gestrandete Kinder.
- Käptain Blackheart ist der Anführer der Piraten. Um an den Schatz zu gelangen, ist ihm jedes Mittel recht und er geht sogar über Leichen. Sein einziger Vertrauter ist Dugal. Prinzipiell hält Blackheart alle außer sich selbst für dumm und kann es deshalb kaum verschmerzen, dass Kate und ihre Geschwister ihn immer wieder überlisten. Er selbst sagt, dass sein Vogel Malvin das einzige Lebewesen sei, das er je geliebt habe. Sein Hass auf die Geschwister wird noch größer, als diese den Vogel stehlen, weil sie glaubten, im Käfig seien der Scanner und die Konsole versteckt.
- Die Piraten: Darcy, der Dandy (Jasper Bagg), Kehl-Durch Jack (Andy McPhee), Five Spice (Franklyn Ajaye), Der Riese (Ziggy Crowe), Der häßliche Sam (Russell Allan),
Ned Crow (Graham Jahne), der Spanische Pete (Derrick Murphy)

## Fortsetzung
2007 wurde die Serie unter dem Namen „Der Schatz von Fidschi“ (Pirate Islands: The Lost Treasure of Fiji) fortgesetzt, allerdings kehrte keiner der Originalschauspieler zur Serie zurück. Einzige wiederkehrende Figur war der Pirat Blackheart, der aber dieses Mal von John Noble gespielt wurde.